# 시테구리역
시테구리역(일본어: 為栗駅)은 일본 나가노현 시모이나군 덴류촌에 위치한 도카이 여객철도 이다선의 철도역이다. 단선 승강장 1면 1선의 구조를 갖춘 지상역이다.

## 역 주변
- 덴류강

## 역사
- 1936년 8월 19일 : 산신 철도의 미쓰시마 (현 · 히라오카) - 누쿠타 간의 시테구리 정류장으로서 개업. 여객역.
- 1943년 8월 1일 : 산신 철도가 이다선의 일부로서 국유화되어, 일본국유철도가 승계. 동시에 역으로 승격해, 시테구리역으로 된다.
  - 당시는, 도카이도 본선 하마마쓰 - 나고야 간의 각 역, 이다선의 각 역, 주오 본선 가미스와 - 시오지리 간의 각 역과 마쓰모토 역을 발착하는 여객만 이용되었다.
- 1952년 12월 2일 : 여객 취급 구간의 제한을 폐지.
- 1987년 4월 1일 : 일본국유철도 분할 민영화에 의해, 도카이 여객철도가 승계.
- 2013년
  - 9월 : 제18호 태풍 마니에 의해, 히라오카 - 덴류쿄 간은 운휴가 되어, 버스에 의해 대행운송으로 한다.
  - 10월 10일 : 덴류쿄 - 히라오카 간의 운전을 재개.

## 인접 역
| 도카이 여객철도 이다선 | 도카이 여객철도 이다선 | 도카이 여객철도 이다선 |
| ---------------------- | ---------------------- | ---------------------- |
| 히라오카 도요하시 방면 | ■ 이다선               | 누쿠타 다쓰노 방면     |